# Mathilde de Brabant (1224-1288)
Pour les articles homonymes, voir Mathilde de Brabant.
Mathilde de Brabant, née le 14 juin 1224, morte le 29 septembre 1288, est la fille d'Henri II, duc de Brabant et de Marie de Souabe.
Elle épouse en premières noces à Compiègne le 14 juin 1237 Robert Ier d'Artois (° 1216 † 1250), fils de Louis VIII le Lion et de Blanche de Castille, et donne naissance à :
- Blanche (° 1248 † 1302), mariée avec le roi Henri Ier de Navarre puis avec Edmond de Lancastre, un prince cadet anglais ;
- Robert II (° 1250 † 1302), comte d'Artois.

Robert est tué à Mansourah pendant la septième croisade et Mathilde se remarie avant 1254 à Guy III de Châtillon-Saint-Pol († 1289), comte de Saint-Pol. Ils ont :
- Hugues († 1307), comte de Blois ;
- Guy IV († 1317), comte de Saint-Pol ;
- Jacques Ier de Châtillon († 1302), seigneur de Leuze ;
- Béatrice († 1304), mariée à Jean II de Brienne, comte d'Eu ;
- Jeanne, mariée à Guillaume III de Chauvigny, seigneur de Châteauroux ;
- Gertrude, mariée à Florent, seigneur de Malines.

## Mort et sépulture
La comtesse meurt 29 septembre 1288 et est enterrée à l'abbaye Notre-Dame de Cercamp, située dans le Pas-de-Calais.